# Lizinska de Mirbel
Pour les articles homonymes, voir Mirbel (homonymie).
Lizinska Aimée Zoé de Mirbel, née Rue le 26 juillet 1796 à Cherbourg (Manche) et morte le 29 août 1849 à Paris, est une miniaturiste française.

## Biographie
Lizinska Aimée Zoé Rue naît le 8 thermidor an IV (26 juillet 1796) à Cherbourg. Elle est la fille de Gilles Marie Georges Rue, contrôleur de Marine, et de son épouse, Eulalie Zoé Bailly de Monthion. 
Ayant étudié avec le peintre Jean-Baptiste Augustin, Lizinska Rue se spécialise dans le genre de la miniature où elle s’illustre, ce qui lui valut d’être nommée, sous la Restauration, peintresse de la maison de Louis XVIII et de Charles X. C'est le roi Louis XVIII qui lui fait épouser le botaniste Charles-François Brisseau de Mirbel le 18 mai 1824.
Ses portraits, qui se distinguent par leur finesse et la correction du dessin, par la fraîcheur et l’harmonie du coloris, eurent un grand succès. Elle peignit plusieurs souverains et un grand nombre de personnalités de son temps. Les suivants furent la plupart exposés à divers Salons : Charles X, Le Duc de Fitz-James (1827) qui sera interprété en gravure par Jacques Étienne Pannier, Le Duc Decazes, La Princesse de Chalais, Le Comte Demidoff (1834), Louis-Philippe, La Reine des Belges (1835), Le Duc d’Orléans, Le Comte de Paris, Fanny Essler (1839), Le Général Gourgaud (1841), Mesdames Guizot et Martin du Nord, (1844), La Duchesse de Trévise (1845), La Maréchale de Reggio (1847), M. Émile de Girardin (1848), etc.

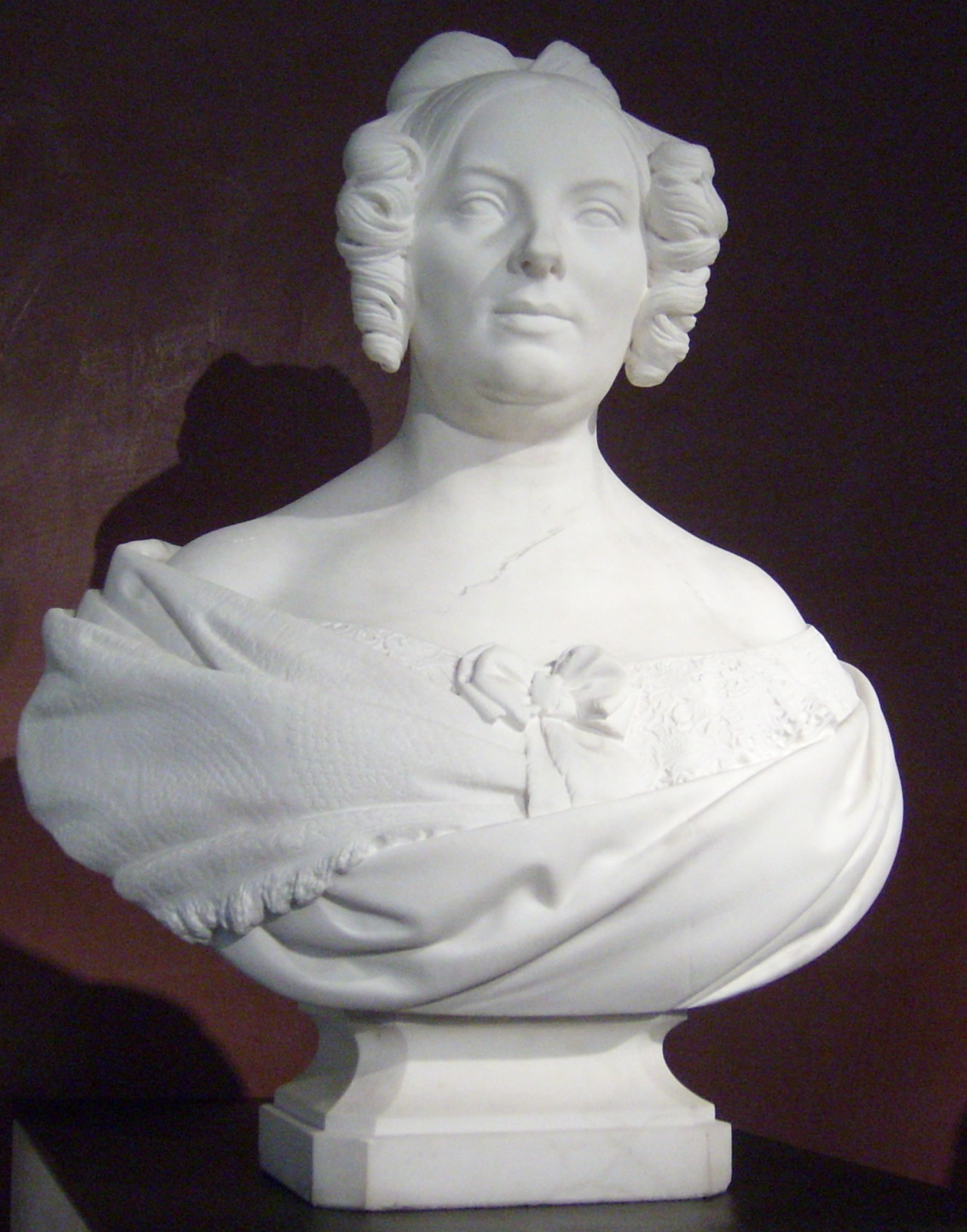
Antoine Laurent Dantan, Madame de Mirbel (1852), Amiens, musée de Picardie.

Lizinska de Mirbel a également peint des portraits à l’aquarelle. Elle a reçu trois médailles, dont une de première classe. Elle eut Louise Pauline Vaillant, Augustine Dallemagne, Améline Robilliard et Sidonie Berthon pour élèves. Elle meurt à Paris le 31 août 1849, lors d'une épidémie de choléra.
Nathalie Lemoine-Bouchard révèle qu'elle aurait été une rivale de Madame du Cayla, maîtresse du souverain.

Sélection d'oeuvres
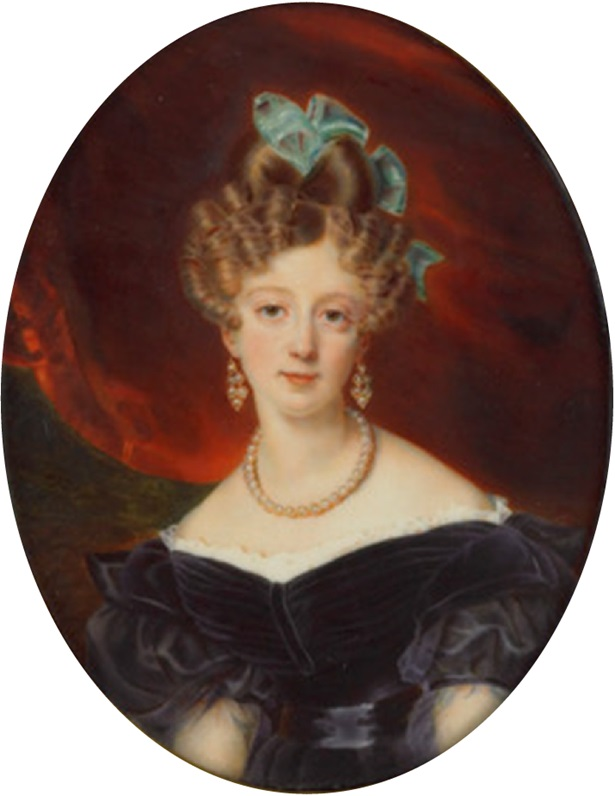
Caroline, duchesse de Berry (Wallace Collection).